# 新米哈伊利夫
47°25′22″N 33°2′19″E / 47.42278°N 33.03861°E
新米哈伊利夫（烏克蘭語：Новомихайлів），2024年9月前名为第二新卡盧哈（烏克蘭語：Нова Калуга Друга），是位於烏克蘭南部的村莊，由赫爾松州别里斯拉夫区的大亚历山德里夫卡市镇負責管轄。該村始建於1920年，面積0.03平方公里，2001年人口7，人口密度每平方公里269.2人。
2024年9月19日，乌克兰最高拉达将此村的名字改为新米哈伊利夫。